# دونكان بوش
دونكان بوش (بالإنجليزية: Duncan Bush)‏‏ (1946 في كارديف - 18 أغسطس 2017 ) كاتب، وشاعر، وروائي، وكاتب قصص قصيرة، وكاتب مسرحي، ومترجم من ويلز.